# Titrage en phase gazeuse
Un titrage en phase gazeuse (TPG), en anglais Gas phase titration (GPT), est un titrage effectué en phase gazeuse pour la détermination quantitative d'une molécule gazeuse par réaction chimique avec une autre molécule gazeuse agissant en tant qu'agent titrant. 

## Exemples
Le titrage en phase gazeuse est utilisé, par exemple, pour l'étalonnage des analyseurs de dioxyde d'azote dans l'air ambiant.
L'ozone réagit avec du monoxyde d'azote pour donner du dioxygène et du dioxyde d'azote en suivant la réaction chimique rapide et chimiluminescente suivante :
NO + O3 → NO2* + O2
NO2* → NO2 + hv
Le dioxyde d’azote excité en passant à son état stable émet par chimiluminescence des radiations dans le proche infrarouge.
Pour réaliser le titrage, l'ozone est mélangé avec un excès de monoxyde d'azote. La variation des concentrations est suivie avec un analyseur à chimiluminescence.